# Frontno gledališče - VII. korpus
Frontno gledališče je bilo v času 2. svetovne vojne vojaško potujoče gledališče 7. korpusa NOVJ.
Ustanovljeno je bilo 4. julija 1944 v Jami pod Dvorom pri Žužemberku s krstno uprizoritvijo Hlapec Jernej in njegova pravica Ivana Cankarja. Prirejali so predstave za civilno prebivalstvo Dolenjske od Gorjancev do Brkinov. Večino repertoarja so ustvarjali sami, predvsem enodejanke in skeče ter Partizanski zvočni tednik - kjer so igralci ob izboru priljubljenih napevov na zabaven način predstavil dogodke doma in po svetu.
Skupino je vodil Zvonimir Sintič, med bolj znane člane ansambla pa spadata Aleksander Valič in Slavka Glavina.